# Formuła 1 Sezon 2018
Sezon 2018 Formuły 1, oficjalnie FIA Formula One World Championship 2018 – 69. sezon Mistrzostw Świata Formuły 1. Piąty tytuł mistrza wśród konstruktorów zdobył niemiecki zespół Mercedes. Piąty tytuł mistrzowski wśród kierowców zdobył Lewis Hamilton.

## Prezentacje
| Samochód                      | Data i miejsce prezentacji |
| ----------------------------- | -------------------------- |
| Haas VF-18                    | 14 lutego 2018             |
| Williams FW41                 | 15 lutego 2018             |
| Red Bull RB14                 | 19 lutego 2018             |
| Renault R.S.18                | 20 lutego 2018             |
| Sauber C37                    | 20 lutego 2018             |
| Ferrari SF71H                 | 22 lutego 2018             |
| Mercedes AMG F1 W09 EQ Power+ | 22 lutego 2018             |
| McLaren MCL33                 | 23 lutego 2018             |
| Force India VJM11             | 26 lutego 2018             |
| Toro Rosso STR13              | 26 lutego 2018             |

## Lista startowa
| Zespół                           | Konstruktor               | Samochód         | Silnik (1.6l V6T)         | Opony | Nr | Kierowcy wyścigowi | Rundy | Kierowcy rezerwowi                  |
| -------------------------------- | ------------------------- | ---------------- | ------------------------- | ----- | -- | ------------------ | ----- | ----------------------------------- |
| McLaren F1 Team                  | McLaren-Renault           | MCL33            | Renault R.E.18            | P     | 2  | Stoffel Vandoorne  | 1–21  | Lando Norris                        |
| McLaren F1 Team                  | McLaren-Renault           | MCL33            | Renault R.E.18            | P     | 14 | Fernando Alonso    | 1–21  | Lando Norris                        |
| Aston Martin Red Bull Racing     | Red Bull Racing-TAG Heuer | RB14             | TAG Heuer                 | P     | 3  | Daniel Ricciardo   | 1–21  |                                     |
| Aston Martin Red Bull Racing     | Red Bull Racing-TAG Heuer | RB14             | TAG Heuer                 | P     | 33 | Max Verstappen     | 1–21  |                                     |
| Scuderia Ferrari                 | Ferrari                   | SF71H            | Ferrari 062 EVO           | P     | 5  | Sebastian Vettel   | 1–21  | Daniił Kwiat                        |
| Scuderia Ferrari                 | Ferrari                   | SF71H            | Ferrari 062 EVO           | P     | 7  | Kimi Räikkönen     | 1–21  | Daniił Kwiat                        |
| Haas F1 Team                     | Haas-Ferrari              | VF-18            | Ferrari 062 EVO           | P     | 8  | Romain Grosjean    | 1–21  |                                     |
| Haas F1 Team                     | Haas-Ferrari              | VF-18            | Ferrari 062 EVO           | P     | 20 | Kevin Magnussen    | 1–21  |                                     |
| Alfa Romeo Sauber F1 Team        | Sauber-Ferrari            | C37              | Ferrari 062 EVO           | P     | 9  | Marcus Ericsson    | 1–21  | Antonio Giovinazzi Tatiana Calderón |
| Alfa Romeo Sauber F1 Team        | Sauber-Ferrari            | C37              | Ferrari 062 EVO           | P     | 16 | Charles Leclerc    | 1–21  | Antonio Giovinazzi Tatiana Calderón |
| Red Bull Toro Rosso Honda        | Scuderia Toro Rosso-Honda | STR13            | Honda RA618H              | P     | 10 | Pierre Gasly       | 1–21  | Sean Gelael                         |
| Red Bull Toro Rosso Honda        | Scuderia Toro Rosso-Honda | STR13            | Honda RA618H              | P     | 28 | Brendon Hartley    | 1–21  | Sean Gelael                         |
| Sahara Force India F1 Team       | Force India-Mercedes      | VJM11            | Mercedes F1 M09 EQ Power+ | P     | 11 | Sergio Pérez       | 1–12  | Nicholas Latifi                     |
| Sahara Force India F1 Team       | Force India-Mercedes      | VJM11            | Mercedes F1 M09 EQ Power+ | P     | 31 | Esteban Ocon       | 1–12  | Nicholas Latifi                     |
| Racing Point Force India F1 Team | Force India-Mercedes      | VJM11            | Mercedes F1 M09 EQ Power+ | P     | 11 | Sergio Pérez       | 13–21 |                                     |
| Racing Point Force India F1 Team | Force India-Mercedes      | VJM11            | Mercedes F1 M09 EQ Power+ | P     | 31 | Esteban Ocon       | 13–21 |                                     |
| Williams Martini Racing          | Williams-Mercedes         | FW41             | Mercedes F1 M09 EQ Power+ | P     | 18 | Lance Stroll       | 1–21  | Robert Kubica                       |
| Williams Martini Racing          | Williams-Mercedes         | FW41             | Mercedes F1 M09 EQ Power+ | P     | 35 | Siergiej Sirotkin  | 1–21  | Robert Kubica                       |
| Renault Sport Formula One Team   | Renault                   | R.S.18           | Renault R.E.18            | P     | 27 | Nico Hülkenberg    | 1–21  | Jack Aitken Artiom Markiełow        |
| Renault Sport Formula One Team   | Renault                   | R.S.18           | Renault R.E.18            | P     | 55 | Carlos Sainz Jr.   | 1–21  | Jack Aitken Artiom Markiełow        |
| Mercedes AMG Petronas Motorsport | Mercedes                  | F1 W09 EQ Power+ | Mercedes F1 M09 EQ Power+ | P     | 44 | Lewis Hamilton     | 1–21  | Pascal Wehrlein George Russell      |
| Mercedes AMG Petronas Motorsport | Mercedes                  | F1 W09 EQ Power+ | Mercedes F1 M09 EQ Power+ | P     | 77 | Valtteri Bottas    | 1–21  | Pascal Wehrlein George Russell      |
| Zespół                           | Konstruktor               | Samochód         | Silnik (1.6l V6T)         | Opony | Nr | Kierowcy wyścigowi | Rundy | Kierowcy rezerwowi                  |

### Piątkowi kierowcy
Jeśli kierowca brał udział w piątkowym treningu, symbol oznacza, którego z kierowców wyścigowych zastąpił.

| Kierowca           | Nr | Zespół      | Australia | Bahrajn |  | Azerbejdżan | Hiszpania | Monako | Kanada |  | Austria | Wielka Brytania | Niemcy | Węgry | Belgia | Włochy | Singapur | Rosja | Japonia | Stany Zjednoczone | Meksyk | Brazylia |     |
| ------------------ | -- | ----------- | --------- | ------- |  | ----------- | --------- | ------ | ------ |  | ------- | --------------- | ------ | ----- | ------ | ------ | -------- | ----- | ------- | ----------------- | ------ | -------- | --- |
| Nicholas Latifi    | 34 | Force India |           |         |  |             |           |        | PER    |  |         |                 | OCO    |       |        |        |          | PER   |         |                   | OCO    | PER      |     |
| Antonio Giovinazzi | 35 | Sauber      |           |         |  |             |           |        |        |  |         |                 | ERI    | LEC   |        |        |          | ERI   |         |                   | LEC    | ERI      | LEC |
| Sean Gelael        | 38 | Toro Rosso  |           |         |  |             |           |        |        |  |         |                 |        |       |        |        |          |       |         | HAR               |        |          |     |
| Robert Kubica      | 40 | Williams    |           |         |  |             | SIR       |        |        |  | SIR     |                 |        |       |        |        |          |       |         |                   |        |          | SIR |
| Artiom Markiełow   | 46 | Renault     |           |         |  |             |           |        |        |  |         |                 |        |       |        |        |          | SAI   |         |                   |        |          |     |
| Lando Norris       | 47 | McLaren     |           |         |  |             |           |        |        |  |         |                 |        |       | ALO    | VAN    |          | ALO   | VAN     |                   | ALO    | ALO      |     |

### Zmiany wśród zespołów
- W wyniku porozumienia między McLarenem, Hondą, Renault i Toro Rosso, McLaren zerwał umowę z Hondą i podpisał 3-letni kontrakt na silniki Renault[13]. Honda z kolei będzie dostarczać silniki ekipie Toro Rosso[31].
- Sponsorem tytularnym zespołu Red Bull Racing został Aston Martin[48].
- Zespół Sauber nawiązał ściślejszą współpracę z Ferrari. W wyniku tego będą otrzymywać silniki w najnowszej specyfikacji, w przeciwieństwie do sezonu 2017, gdy otrzymywali silniki w specyfikacji ubiegłorocznej[27]. Dodatkowo, sponsorem tytularnym zespołu została Alfa Romeo[49].

### Zmiany wśród kierowców
- Charles Leclerc, mistrz Formuły 2 w sezonie 2017, został kierowcą zespołu Sauber, zajmując miejsce Pascala Wehrleina[28].
- Felipe Massa wraz z zakończeniem sezonu 2017 zakończył karierę w Formule 1[50]. Jego miejsce zajął Siergiej Sirotkin[41].
- Po 7 latach nieobecności, Robert Kubica wrócił do Formuły 1 jako kierowca rezerwowy zespołu Williams Martini Racing[39].

### Zmiany w trakcie sezonu
- Przed wyścigiem o Grand Prix Węgier, Force India trafiło pod kontrolę administratora[51]. 7 sierpnia ogłoszono, że zespół został przejęty przez konsorcjum, na czele którego stoi Lawrence Stroll[52]. Trzynaście banków, w których Force India było zadłużone, nie wydało na czas zgody i start w Grand Prix Belgii był wątpliwy[53]. Ostatecznie, 23 sierpnia poinformowano, że FIA anulowała dotychczasowe zgłoszenie ekipy, a zespół wystartuje z nowym zgłoszeniem jako Racing Point Force India[54]. Dorobek punktowy stajni został wyzerowany[55].

## Kalendarz
Poniższa tabela obejmuje Grand Prix, które znalazły się w kalendarzu na sezon 2018, ogłoszonym 7 grudnia 2017 roku.
| 1 | 2 | 3 | 4 |
| --- | --- | --- | --- |
| Grand Prix Australii 23-25 marca Szczegółowy rezultatPP: L. Hamilton (Mercedes) P1: S. Vettel (Ferrari) NO: D. Ricciardo (Red Bull)          | Grand Prix Bahrajnu 6-8 kwietnia Szczegółowy rezultatPP: S. Vettel (Ferrari) P1: S. Vettel (Ferrari) NO: V. Bottas (Mercedes)               | Grand Prix Chin 13-15 kwietnia Szczegółowy rezultatPP: S. Vettel (Ferrari) P1: D. Ricciardo (Red Bull) NO: D. Ricciardo (Red Bull)          | Grand Prix Azerbejdżanu 27-29 kwietnia Szczegółowy rezultatPP: S. Vettel (Ferrari) P1: L. Hamilton (Mercedes) NO: V. Bottas (Mercedes) |
| 5 | 6 | 7 | 8 |
| Grand Prix Hiszpanii 11-13 maja Szczegółowy rezultatPP: L. Hamilton (Mercedes) P1: L. Hamilton (Mercedes) NO: D. Ricciardo (Red Bull)        | Grand Prix Monako 24-27 maja Szczegółowy rezultatPP: D. Ricciardo (Red Bull) P1: D. Ricciardo (Red Bull) NO: M. Verstappen (Red Bull)       | Grand Prix Kanady 8-10 czerwca Szczegółowy rezultatPP: S. Vettel (Ferrari) P1: S. Vettel (Ferrari) NO: M. Verstappen (Red Bull)             | Grand Prix Francji 22-24 czerwca Szczegółowy rezultatPP: L. Hamilton (Mercedes) P1: L. Hamilton (Mercedes) NO: V. Bottas (Mercedes)    |
| 9 | 10 | 11 | 12 |
| Grand Prix Austrii 29 czerwca-1 lipca Szczegółowy rezultatPP: L. Hamilton (Mercedes) P1: M. Verstappen (Red Bull) NO: K. Räikkönen (Ferrari) | Grand Prix Wielkiej Brytanii 6-8 lipca Szczegółowy rezultatPP: L. Hamilton (Mercedes) P1: S. Vettel (Ferrari) NO: S. Vettel (Ferrari)       | Grand Prix Niemiec 20-22 lipca Szczegółowy rezultatPP: S. Vettel (Ferrari) P1: L. Hamilton (Mercedes) NO: L. Hamilton (Mercedes)            | Grand Prix Węgier 27-29 lipca Szczegółowy rezultatPP: L. Hamilton (Mercedes) P1: L. Hamilton (Mercedes) NO: D. Ricciardo (Red Bull)    |
| 13 | 14 | 15 | 16 |
| Grand Prix Belgii 24-26 sierpnia Szczegółowy rezultatPP: L. Hamilton (Mercedes) P1: S. Vettel (Ferrari) NO: L. Hamilton (Mercedes)           | Grand Prix Włoch 31 sierpnia-2 września Szczegółowy rezultatPP: K.Räikkönen (Ferrari) P1: L. Hamilton (Mercedes) NO: L. Hamilton (Mercedes) | Grand Prix Singapuru 14-16 września Szczegółowy rezultatPP: L. Hamilton (Mercedes) P1: L. Hamilton (Mercedes) NO: K. Magnussen (Haas)       | Grand Prix Rosji 28-30 września Szczegółowy rezultatPP: V. Bottas (Mercedes) P1: L. Hamilton (Mercedes) NO: V. Bottas (Mercedes)       |
| 17 | 18 | 19 | 20 |
| Grand Prix Japonii 5-7 października Szczegółowy rezultatPP: L. Hamilton (Mercedes) P1: L. Hamilton (Mercedes) NO: S. Vettel (Ferrari)        | Grand Prix USA 19-21 października Szczegółowy rezultatPP: L. Hamilton (Mercedes) P1: K. Räikkönen (Ferrari) NO: L. Hamilton (Mercedes)      | Grand Prix Meksyku 26-28 października Szczegółowy rezultatPP: D. Ricciardo (Red Bull) P1: M. Verstappen (Red Bull) NO: V. Bottas (Mercedes) | Grand Prix Brazylii 9-11 listopada Szczegółowy rezultatPP: L. Hamilton (Mercedes) P1: L. Hamilton (Mercedes) NO: V. Bottas (Mercedes)  |
| 21 | | | |
| Grand Prix Abu Zabi 23-25 listopada Szczegółowy rezultatPP: L. Hamilton (Mercedes) P1: L. Hamilton (Mercedes) NO: S. Vettel (Ferrari)        | | | |

### Zmiany w kalendarzu
- Po raz pierwszy od 1999 roku w kalendarzu nie pojawi się Grand Prix Malezji[120]. Organizatorzy zrezygnowali z imprezy ze względu na malejące zainteresowanie[121].
- Wyścig o Grand Prix Rosji został przesunięty z kwietnia na wrzesień[56]
- Po dziewięciu latach przerwy do kalendarza powraca Grand Prix Francji, które odbędzie się na torze Paul Ricard, na którym po raz ostatni wyścig odbył się w 1990 roku[122].
- Grand Prix Azerbejdżanu zostało przeniesione z czerwca na kwiecień[56].
- Po rocznej przerwie wraca Grand Prix Niemiec, organizowane na torze Hockenheimring[56]
- Grand Prix Chin i Grand Prix Bahrajnu zostały zamienione miejscami[123], ze względu na to, że wcześniejszy termin wyścigu w Chinach kolidował z ich świętem zmarłych[124].

## Klasyfikacje

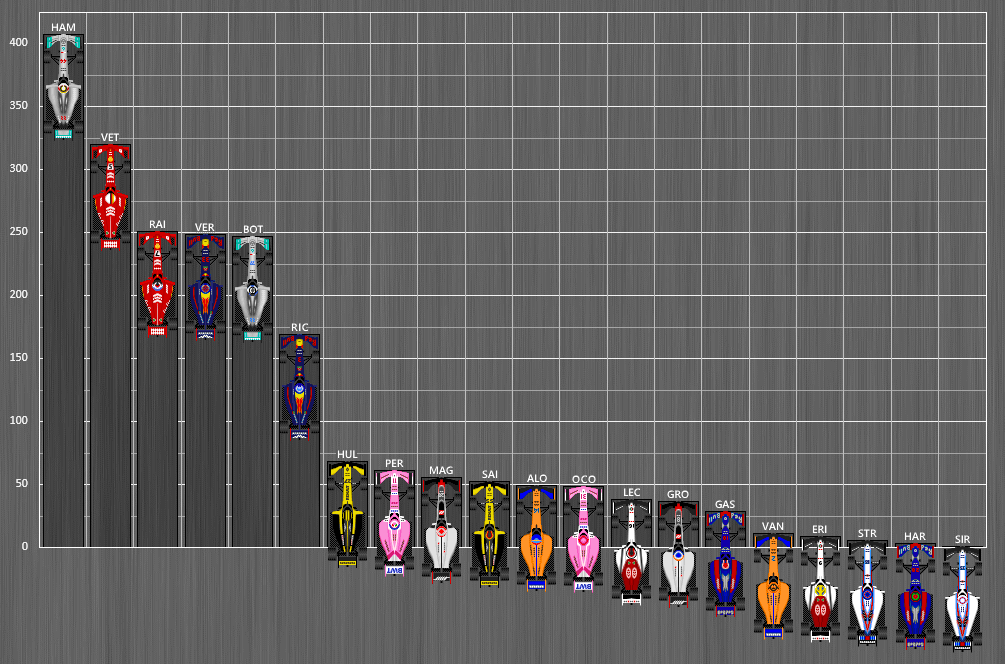
Klasyfikacja generalna przedstawiona w formie graficznej

| Legenda oznaczeń w tabelach wyników Wyświetl szablon na nowej stronie | Legenda oznaczeń w tabelach wyników Wyświetl szablon na nowej stronie                                                                     |
| Oznaczenie                                                            | Wyjaśnienie |
| --------------------------------------------------------------------- | --- |
| Złoty                                                                 | Zwycięzca lub mistrzostwo |
| Srebrny                                                               | 2. miejsce lub wicemistrzostwo |
| Brązowy                                                               | 3. miejsce lub II wicemistrzostwo |
| Zielony                                                               | Ukończył, punktował (w klasyfikacji generalnej, gdy zdobył co najmniej jeden punkt na przestrzeni sezonu, poza trzema powyższymi opcjami) |
| Niebieski                                                             | Ukończył, nie punktował (w klasyfikacji generalnej, gdy nie zdobył co najmniej jednego punktu na przestrzeni sezonu)                      |
| Czerwony                                                              | Nie zakwalifikował się (NZ) |
| Czerwony                                                              | Nie prekwalifikował się (NPK) |
| Różowy                                                                | Nie ukończył (NU) |
| Różowy                                                                | Niesklasyfikowany (NS) (w klasyfikacji generalnej, gdy nie został sklasyfikowany w żadnym wyścigu sezonu)                                 |
| Czarny                                                                | Zdyskwalifikowany (DK) |
| Czarny                                                                | Wykluczony (WYK/EX) |
| Biały                                                                 | Nie wystartował (NW) |
| Biały                                                                 | Kontuzjowany (K/INJ) |
| Biały                                                                 | Wyścig odwołany (OD/C) |
| Bez koloru                                                            | Został wycofany (WYC/WD) |
| Bez koloru                                                            | Nie przybył (NP/DNA) |
| Bez koloru                                                            | Nie brał udziału w treningach (NT/DNP) |
| Bez koloru                                                            | Nie został zgłoszony (–) |
| Pogrubienie                                                           | Start z pole position |
| Kursywa                                                               | Najszybsze okrążenie wyścigu |
| †                                                                     | Nie ukończył, ale jego rezultat został zaliczony ze względu na przejechanie więcej niż 90% dystansu wyścigu.                              |
| *                                                                     | Sezon w trakcie |
| 1/2/3                                                                 | Punktowana pozycja w sprincie kwalifikacyjnym                                                                                             |
| Lista systemów punktacji Formuły 1                                    | |

### Kierowcy
| Poz. | Kierowca          | Konstruktor |    |    |     |     |    |     |    |     |     |     |     |    |    |    |    |    |    |    |    |    |    | Pkt. |
| ---- | ----------------- | ----------- | -- | -- | --- | --- | -- | --- | -- | --- | --- | --- | --- | -- | -- | -- | -- | -- | -- | -- | -- | -- | -- | ---- |
| 1    | Lewis Hamilton    | Mercedes    | 2  | 3  | 4   | 1   | 1  | 3   | 5  | 1   | NU  | 2   | 1   | 1  | 2  | 1  | 1  | 1  | 1  | 3  | 4  | 1  | 1  | 408  |
| 2    | Sebastian Vettel  | Ferrari     | 1  | 1  | 8   | 4   | 4  | 2   | 1  | 5   | 3   | 1   | NU  | 2  | 1  | 4  | 3  | 3  | 6  | 4  | 2  | 6  | 2  | 320  |
| 3    | Kimi Räikkönen    | Ferrari     | 3  | NU | 3   | 2   | NU | 4   | 6  | 3   | 2   | 3   | 3   | 3  | NU | 2  | 5  | 4  | 5  | 1  | 3  | 3  | NU | 251  |
| 4    | Max Verstappen    | Red Bull    | 6  | NU | 5   | NU  | 3  | 9   | 3  | 2   | 1   | 15† | 4   | NU | 3  | 5  | 2  | 5  | 3  | 2  | 1  | 2  | 3  | 249  |
| 5    | Valtteri Bottas   | Mercedes    | 8  | 2  | 2   | 14† | 2  | 5   | 2  | 7   | NU  | 4   | 2   | 5  | 4  | 3  | 4  | 2  | 2  | 5  | 5  | 5  | 5  | 247  |
| 6    | Daniel Ricciardo  | Red Bull    | 4  | NU | 1   | NU  | 5  | 1   | 4  | 4   | NU  | 5   | NU  | 4  | NU | NU | 6  | 6  | 4  | NU | NU | 4  | 4  | 170  |
| 7    | Nico Hülkenberg   | Renault     | 7  | 6  | 6   | NU  | NU | 8   | 7  | 9   | NU  | 6   | 5   | 12 | NU | 13 | 10 | 12 | NU | 6  | 6  | NU | NU | 69   |
| 8    | Sergio Pérez      | Force India | 11 | 16 | 12  | 3   | 9  | 12  | 14 | NU  | 7   | 10  | 7   | 14 | 5  | 7  | 16 | 10 | 7  | 8  | NU | 10 | 8  | 62   |
| 9    | Kevin Magnussen   | Haas        | NU | 5  | 10  | 13  | 6  | 13  | 13 | 6   | 5   | 9   | 11  | 7  | 8  | 16 | 18 | 8  | NU | DK | 15 | 9  | 10 | 56   |
| 10   | Carlos Sainz Jr.  | Renault     | 10 | 11 | 9   | 5   | 7  | 10  | 8  | 8   | 12  | NU  | 12  | 9  | 11 | 8  | 8  | 17 | 10 | 7  | NU | 12 | 6  | 53   |
| 11   | Fernando Alonso   | McLaren     | 5  | 7  | 7   | 7   | 8  | NU  | NU | 16† | 8   | 8   | 16† | 8  | NU | NU | 7  | 14 | 14 | NU | NU | 17 | 11 | 50   |
| 12   | Esteban Ocon      | Force India | 12 | 10 | 11  | NU  | NU | 6   | 9  | NU  | 6   | 7   | 8   | 13 | 6  | 6  | NU | 9  | 9  | DK | 11 | 14 | NU | 49   |
| 13   | Charles Leclerc   | Sauber      | 13 | 12 | 19  | 6   | 10 | 18† | 10 | 10  | 9   | NU  | 15  | NU | NU | 11 | 9  | 7  | NU | NU | 7  | 7  | 7  | 39   |
| 14   | Romain Grosjean   | Haas        | NU | 13 | 17  | NU  | NU | 15  | 12 | 11  | 4   | NU  | 6   | 10 | 7  | DK | 15 | 11 | 8  | NU | 16 | 8  | 9  | 37   |
| 15   | Pierre Gasly      | Toro Rosso  | NU | 4  | 18  | 12  | NU | 7   | 11 | NU  | 11  | 13  | 14  | 6  | 9  | 14 | 13 | NU | 11 | 12 | 10 | 13 | NU | 29   |
| 16   | Stoffel Vandoorne | McLaren     | 9  | 8  | 13  | 9   | NU | 14  | 16 | 12  | 15† | 11  | 13  | NU | 15 | 12 | 12 | 16 | 15 | 11 | 8  | 15 | 14 | 12   |
| 17   | Marcus Ericsson   | Sauber      | NU | 9  | 16  | 11  | 13 | 11  | 15 | 13  | 10  | NU  | 9   | 15 | 10 | 15 | 11 | 13 | 12 | 10 | 9  | NU | NU | 9    |
| 18   | Lance Stroll      | Williams    | 14 | 14 | 14  | 8   | 11 | 17  | NU | 17† | 14  | 12  | NU  | 17 | 13 | 9  | 14 | 15 | 17 | 14 | 12 | 18 | 13 | 6    |
| 19   | Brendon Hartley   | Toro Rosso  | 15 | 17 | 20† | 10  | 12 | 19† | NU | 14  | NU  | NU  | 10  | 11 | 14 | NU | 17 | NU | 13 | 9  | 14 | 11 | 12 | 4    |
| 20   | Siergiej Sirotkin | Williams    | NU | 15 | 15  | NU  | 14 | 16  | 17 | 15  | 13  | 14  | NU  | 16 | 12 | 10 | 19 | 18 | 16 | 13 | 13 | 16 | 15 | 1    |

### Konstruktorzy
| Poz. | Konstruktor               | Nr.      | Australia | Bahrajn |     | Azerbejdżan | Hiszpania | Monako | Kanada |     | Austria | Wielka Brytania | Niemcy | Węgry | Belgia | Włochy | Singapur | Rosja | Japonia | Stany Zjednoczone | Meksyk | Brazylia |    | Punkty   |
| ---- | ------------------------- | -------- | --------- | ------- | --- | ----------- | --------- | ------ | ------ | --- | ------- | --------------- | ------ | ----- | ------ | ------ | -------- | ----- | ------- | ----------------- | ------ | -------- | -- | -------- |
| 1    | Mercedes                  | 44       | 2         | 3       | 4   | 1           | 1         | 3      | 5      | 1   | NU      | 2               | 1      | 1     | 2      | 1      | 1        | 1     | 1       | 3                 | 4      | 1        | 1  | 655      |
| 1    | Mercedes                  | 77       | 8         | 2       | 2   | 14†         | 2         | 5      | 2      | 7   | NU      | 4               | 2      | 5     | 4      | 3      | 4        | 2     | 2       | 5                 | 5      | 5        | 5  | 655      |
| 2    | Ferrari                   | 5        | 1         | 1       | 8   | 4           | 4         | 2      | 1      | 5   | 3       | 1               | NU     | 2     | 1      | 4      | 3        | 3     | 6       | 4                 | 2      | 6        | 2  | 571      |
| 2    | Ferrari                   | 7        | 3         | NU      | 3   | 2           | NU        | 4      | 6      | 3   | 2       | 3               | 3      | 3     | NU     | 2      | 5        | 4     | 5       | 1                 | 3      | 3        | NU | 571      |
| 3    | Red Bull Racing-TAG Heuer | 3        | 4         | NU      | 1   | NU          | 5         | 1      | 4      | 4   | NU      | 5               | NU     | 4     | NU     | NU     | 6        | 6     | 4       | NU                | NU     | 4        | 4  | 419      |
| 3    | Red Bull Racing-TAG Heuer | 33       | 6         | NU      | 5   | NU          | 3         | 9      | 3      | 2   | 1       | 15†             | 4      | NU    | 3      | 5      | 2        | 5     | 3       | 2                 | 1      | 2        | 3  | 419      |
| 4    | Renault                   | 27       | 7         | 6       | 6   | NU          | NU        | 8      | 7      | 9   | NU      | 6               | 5      | 12    | NU     | 13     | 10       | 12    | NU      | 6                 | 6      | NU       | NU | 122      |
| 4    | Renault                   | 55       | 10        | 11      | 9   | 5           | 7         | 10     | 8      | 8   | 12      | NU              | 12     | 9     | 11     | 8      | 8        | 17    | 10      | 7                 | NU     | 12       | 6  | 122      |
| 5    | Haas-Ferrari              | 8        | NU        | 13      | 17  | NU          | NU        | 15     | 12     | 11  | 4       | NU              | 6      | 10    | 7      | DK     | 15       | 11    | 8       | NU                | 16     | 8        | 9  | 93       |
| 5    | Haas-Ferrari              | 20       | NU        | 5       | 10  | 13          | 6         | 13     | 13     | 6   | 5       | 9               | 11     | 7     | 8      | 16     | 18       | 8     | NU      | DK                | 15     | 9        | 10 | 93       |
| 6    | McLaren-Renault           | 2        | 9         | 8       | 13  | 9           | NU        | 14     | 16     | 12  | 15†     | 11              | 13     | NU    | 15     | 12     | 12       | 16    | 15      | 11                | 8      | 15       | 14 | 62       |
| 6    | McLaren-Renault           | 14       | 5         | 7       | 7   | 7           | 8         | NU     | NU     | 16† | 8       | 8               | 16†    | 8     | NU     | NU     | 7        | 14    | 14      | NU                | NU     | 17       | 11 | 62       |
| 7    | Force India-Mercedes      | 11       | 11        | 16      | 12  | 3           | 9         | 12     | 14     | NU  | 7       | 10              | 7      | 14    | 5      | 7      | 16       | 10    | 7       | 8                 | NU     | 10       | 8  | 52 (59†) |
| 7    | Force India-Mercedes      | 31       | 12        | 10      | 11  | NU          | NU        | 6      | 9      | NU  | 6       | 7               | 8      | 13    | 6      | 6      | NU       | 9     | 9       | DK                | 11     | 14       | NU | 52 (59†) |
| 8    | Sauber-Ferrari            | 9        | NU        | 9       | 16  | 11          | 13        | 11     | 15     | 13  | 10      | NU              | 9      | 15    | 10     | 15     | 11       | 13    | 12      | 10                | 9      | NU       | NU | 48       |
| 8    | Sauber-Ferrari            | 16       | 13        | 12      | 19  | 6           | 10        | 18†    | 10     | 10  | 9       | NU              | 15     | NU    | NU     | 11     | 9        | 7     | NU      | NU                | 7      | 7        | 7  | 48       |
| 9    | Toro Rosso-Honda          | 10       | NU        | 4       | 18  | 12          | NU        | 7      | 11     | NU  | 11      | 13              | 14     | 6     | 9      | 14     | 13       | NU    | 11      | 12                | 10     | 13       | NU | 33       |
| 9    | Toro Rosso-Honda          | 28       | 15        | 17      | 20† | 10          | 12        | 19†    | NU     | 14  | NU      | NU              | 10     | 11    | 14     | NU     | 17       | NU    | 13      | 9                 | 14     | 11       | 12 | 33       |
| 10   | Williams-Mercedes         | 18       | 14        | 14      | 14  | 8           | 11        | 17     | NU     | 17† | 14      | 12              | NU     | 17    | 13     | 9      | 14       | 15    | 17      | 14                | 12     | 18       | 13 | 7        |
| 10   | Williams-Mercedes         | 35       | NU        | 15      | 15  | NU          | 14        | 16     | 17     | 15  | 13      | 14              | NU     | 16    | 12     | 10     | 19       | 18    | 16      | 13                | 13     | 16       | 15 | 7        |
| Poz. | Konstruktor               | Kierowca | Australia | Bahrajn |     | Azerbejdżan | Hiszpania | Monako | Kanada |     | Austria | Wielka Brytania | Niemcy | Węgry | Belgia | Włochy | Singapur | Rosja | Japonia | Stany Zjednoczone | Meksyk | Brazylia |    | Punkty   |